# 한국 현대의 교육
한국 현대의 교육은 대한민국의 교육과 조선민주주의인민공화국의 교육으로 나뉜다.